# Adelaida Soler
Adelaida Soler (Buenos Aires, Argentina, 10 de julio de 1913 - Ibídem; 1976) fue una primera actriz de cine y teatro argentina. Fue la esposa del célebre actor Tomás Simari y cuñada de Leopoldo Simari.

## Carrera
Soler fue una actriz de una larga trayectoria tanto en cine como en la radio, teatro y televisión. En la pantalla grande se destacó notablemente durante la época de oro cinematográfica argentina, junto con primeros actores de la talla de Carlos Perelli, Floren Delbene, Fanny Navarro, Rafael Frontaura, Juan Bono, Guillermo Battaglia, Oscar Villa, Norma Giménez Eduardo Sandrini, entre otros.
Fue apodada artísticamente como La dama de los poetas, en relación con su esposo que era El hombre de las mil voces.

## Filmografía
- 1937: Melodías porteñas
- 1939: Giácomo
- 1939: Ambición
- 1940: De Méjico llegó el amor
- 1954: El calavera
- 1954: Un hombre cualquiera
- 1955: Un novio para Laura.................Manon Fuentes
- 1958: La venenosa
- 1971: El caradura y la millonaria[3]

## Radio
Como actriz radial se destacó exclusivamente por Radio Cultura, Radio Belgrano y Radio La Nación, junto a un elenco integrado por Mabel Díaz, Estela Palavecino, Pachi Dumas, Máximo Rodi y Roberto Iglesias.

## Televisión
En la pantalla chica hizo El vengador, protagonizada por Leo Alza, Pedro Laxalt y Ernesto Villegas. Con su marido T. Simari también actuó en El agente de la esquina, dirigido por Eduardo Celasco.
También hizo en 1956 el episodio del Ciclo de teatro policial, titulado Historia de una mala noche, con Dora Ferreiro, Amadeo Novoa, Alberto Rinaldi y Ricardo Trigo.

## Teatro
En teatro integró, en 1948, la Compañía de Comedias Musicales encabezada por Juan Carlos Thorry- Delia Garcés- Mariano Mores, que se estrenó en el Teatro Presidente Alvear. Junto a otros integrantes como Blackie, Susana Vargas, Nany Montec, Benita Puértolas y Pedro Pompillo, debutaron con la obra El otro yo de Marcela, dirigido por Román Viñoly Barreto.
Trabajó en 1950 junto a las actrices José Cibrián, Ana María Campoy, Aurelia Madrid, Carmen Campoy, Pepita Meliá, Esperanza Vázquez, Benito Cibrián, Agustín Barrios, Elías Herrero y Feranando Morales. En ese mismo año hizo la obra Lluvia, estrenada en el Teatro Astral, junto con Orestes Caviglia, Blanca del Prado, Camilo Da Passano y Dulsina Moraes.
En 1952 trabaja en la obra Doña Vitaminas encabezada por Olinda Bozán, compartiendo escenario con Pancho Romano, Francisco Iriarte, Totón Podestá, Agustín Castro Miranda, Cayetano Biondo, entre otros.
En 1953 se lució en un rol principal en la obra Anna Lucasta.
En 1947 con la compañía de Luis Arata estrena la obra Venancio Reyes (Un criollo como no hay otro).
Junto a su marido formaron su propia asociación teatral, realzando obras como:
- Yo soy Lisandro Medina, el agente de la esquina
- Llegan parientes de España
- Morriña, Morriña mía
- La estancia del turco Ali
- Nick Vermicelli
- El padre Tarantela
- El show de Tomás Simari y Adelaida Soler